# Berliet CAS
Der Berliet CAS war ein mittlerer französischer Lastkraftwagen aus der Zeit vor dem Ersten Weltkrieg.

## Geschichte, Technik
Die allgemeine Betriebserlaubnis für den Berliet CAS wurde im Juli 1912 erteilt, ab diesem Zeitpunkt wurde das Fahrzeug gebaut. Nachgewiesen sind die Chassisnummern 10103 und 10104: Wenn keine weiteren Chassisnummern vergeben wurden, so entstanden also nur zwei Stück, die 1912 an Vergleichserprobungen für das französische Militär teilnahmen und mit einem Preis ausgezeichnet wurden.
Der wassergekühlte Vierzylindermotor hatte eine Bohrung von 100 und einen Hub von 140 mm, also einen Hubraum von 4398 cm³ und gab seine nicht genannte Höchstleistung bei 1000/min ab. Steuerlich war das Fahrzeug mit 22 Steuer-PS eingestuft. Das Getriebe hatte vier Vorwärtsgänge, dazu einen Rückwärtsgang. Der Radstand wird mit 3,70 m angegeben, die vordere Spur mit 1,8 m, die hintere mit 1,38 m, die Nutzlast mit 3,5 Tonnen. Der Antrieb auf die Hinterachse erfolgte über Ketten. Das Fahrzeug war ein Frontlenker. Das Leergewicht des Fahrzeugs lag bei 3000 kg.